# Mecyna andalusica
Mecyna andalusica là một loài bướm đêm trong họ Crambidae.